# Slagmarksarkæologi
Slagmarksarkæologi eller konfliktarkæologi er en underdisciplin af arkæologi der beskæftiger sig med slagmarker. Slagmarksarkæologi bliver ikke anset for at adskille sig fra militærarkæologi eller recceologi (overfladeundersøgelser, og ikke invasive forundersøgelser). Disciplinen blev grundlagt af den nordamerikanske Dr. Douglas D. Scott fra National Park Service der gik med metaldetektor på Little Bighorn Battlefield National Monument, der rummer slagmarken for Slaget ved Little Bighorn.
Slagmarksarkæologi beskæftiger sig med områder hvor militære træfninger har fundet sted, og hvor tropper har stillet sig klar til slag og holdt lejr. Det kan være klart definerede områder for kendte slag, men også steder hvor der ikke er dokumenteret nogle militære handlinger. Slagmarksarkæologi bruges specifikt til at belyse rækkefølgen i forskellige slag, størrelsen på hærene og hvilke strategier, der er blevet brugt. Det kan ligeledes være med til at belyse den enkelte soldats oplevelser i en bredere politisk ramme.
Disciplinen beskæftiger sig ikke primært med årsagen til konflikten, men mere for slagets steder, og arkæologien der er forbundet med denne begivenhed.
Mens "slagmark" er et moderne udtryk, inkluderer slagmarksarkæologi både historiske og moderne militære teknologier,  genstande og konflikter. Det kan også inkorporere civile uroligheder, som demonstrationer og oprør. Disciplinen bruger således den arkæologiske tilgang og de arkæologiske metoder til at behandle civile og militære konflikter. Særligt konflikter i 1900-tallet er blevet karakteriseret af krige som følge af etnicitet, nationalitet og identitet, hvor civile og civile områder (som eksempelvis offentlige bygninger og bymiljøer) er blevet involveret i krig, og de er ofte en uadskillelig del af et slag. Dette er også kendt som total krig, hvor hele befolkninger og økonomier bliver en del af en krig. Arkæologi, udført på moderne konfliktzoner, bliver derfor ofte meget omfangsrige projekter, da de typisk vil have haft stor indvirken på både civile og militære mål med moderne våbensystemer. Ligeledes indgår massegrave ofte i arkæologiske udgravninger af slagmarker.
Studiet af sammenhængen og konteksten af de fund, der er biprodukter fra krig, kan give et andet billede eller version af begivenheder der er nedskrevet i historiebøger, digte eller vidneudsagn, der kan skyldes partiskhed, bevidst eller ubevidst, eller kun tilbyde et begrænset perspektiv eller synsvinkel.
I 2006 blev der etableret et center for slagmarksarkæologi på Glasgow University i Skotland.
I Danmark indledte Østfyns Museer i samarbejde med Odense Bys Museer landets første større projekt inden for slagmarksarkæologi, hvor man undersøgte Slaget ved Nyborg, der fandt sted i 1659. Også på Grønland har man udført slagmarksarkæologi efter anden verdenskrig.

## Første verdenskrig og arkæologi
Under første verdenskrig var et meget stort antal soldater involveret, og der blev udviklet en lang række nye militære teknologier, mens eksisterende blev brugt på nye måder. Slagmarksarkæologien har her undersøgt og udgravet områder, der har været genstand for slag under denne krig, og hvor menneskelige interaktioner og teknologier har været med til at forme landskabet. Dette gør sig især gældende for bomber og granater, der nogle steder har fjernet hele bakkedrag, eller de kilometervis af skyttegrave, som blev anlagt ved de forskellige fronter. Arkæologien her beskæftiger sig også med den materielle kultur, som associeres med de individuelle soldater, som skyttegravskunst i form af indgraverede granatdele og personlige genstande fra soldaterne, officererne og de civile, der har været en del af begivenheden.
Der er bl.a. blevet lavet udgravninger og undersøgelser i det sydlige Jordan, som er kendt for militære træfninger mellem det Osmanniske Rige, beduinstammer og den britiske hær under ledelse af T.E. Lawrence (kaldet Araberopstanden). Projektet ledte efter det militære fodaftryk i konflikten og baserede konklusionen på skyttegrave, militærlejre og småting som mønter, patroner og patronhylstre og andet militærudstyr. Mange andre slagmarker med forbindelse til første verdenskrig er blevet undersøgt, herunder i Tyrkiet,  Somme, og Verdun.